# Джаниш-султан
Джаниш султан (каз. Жәніш сұлтан) — казахский султан пятый сын казахского хана Жанибека.

## Биография
Джаниш султан — пятый сын Джанибек-хана. По свидетельству Мирзы Хайдара, в 1513 г. Джаниш-султану было лет под шестьдесят, и он вместе с другими казахскими султанами встречал в долине Чу могольского хана Саида. Более подробные сведения о нём содержатся в «Михман-наме-йи Бухара». В январе 1509 г. Шейбани-хан выступил из Бухары в степь на войну с казахами, пишет Ибн Рузбихан, участник этой зимней кампании. В феврале войско прибыло в Узгенд и переправилось через Сырдарью, Кортеж Шейбани-хана «через десять дней движения постепенно прибыл в местность Кара-Абдал, а она близка к середине зимних стойбищ казахов. Она является йуртом сообщества племен, подчиненному одному из казахских султанов. Их верховный повелитель в настоящее время называется Джаниш-султан. У него есть брат по имени Таниш-султан, и он располагается близко к йурту этого султана. В улусе каждого из них более пятидесяти тысяч именитых казахов, из которых каждый является славным воином и достойным батыром». Шейбани-хан отрядил войско, которое отправилось в набег на «улус Джаниш-султана». Когда разнёсся слух о приближении неприятельского войска, «люди улуса Джаниш-султана собрались в одном месте. Число их превышало тридцать тысяч человек, из которых у каждого было много слуг и подчиненных, так что общее их число достигало до ста тысяч». Передовые отряды враждующих войск встретились, и сражение началось. Джаниш-султан «со знатными казахами» стоял в большом полку, а другой ряд казахов выдвинулся и встал на место обороны и сопротивления. Выбрав удобное время, Джаниш-султан вышел из засады, напал на войско Убайдулла-султана и стал теснить неприятеля. Но на помощь Убайдулле подоспели другие Шибаниды со своими отрядами, и разгорелся сильный бой. В конце концов, Джаниш-султан потерпел поражение и с разбитыми отрядами отправился к Бурундук-хану.

## Дети
У Джаниш-султана был сын по имени Ахмет султан — «один из знатных казахских султанов», — пишет Ибн Рузбихан. В 1508 г. он разграбил прилегающие к Самарканду и Бухаре округа. На Кара-Абдале Ахмад-султан находился в рядах защитников Казахского ханства. После поражения своего отца Джаниш-султана, Ахмад-султан пытался бежать, но был схвачен. Его привели к Хамзе-султану, который был главным военачальником войска, которое Шейбани-хан отрядил для нападения на улус Джаниш-султана. Хамза-султан, мстя за кровь своего брата, который ранее был убит Джаниш-султаном, велел отрубить голову Ахмад-султану и доставить её вместе с вестью о победе к подножью престола Шейбани-хана, что и было сделано.
Этот же рассказ в очень короткой форме содержится и в «Мусаххир ал-билад».
О других детях Джаниш-султана неизвестно.